# Germán Mejía
Germán Noé Mejía Briceño (El Progreso, Honduras, 1 de octubre de 1994) es un futbolista hondureño. Juega como mediocampista defensivo y de lateral por ambas bandas y actualmente juega para el Real España de la Liga Hondubet.

## Trayectoria

### Olimpia
Germán Mejía se inició en las reservas del Club Deportivo Olimpia donde hizo todos los procesos formativos. A pesar de que no tuvo participación, en 2014 se consagró campeón del Torneo Clausura de la Liga Nacional de Honduras. El 17 de agosto de 2014 debutó de manera profesional con Olimpia, en el partido contra Parrillas One que su equipo empató a un gol. Debutó internacionalmente y en un partido oficial el día 16 de septiembre de 2014, contra Portland Timbers por la Concacaf Liga Campeones 2014-15, dicho juego que se realizó en Portland terminó con derrota 2:4 para el cuadro hondureño.

### Pérez Zeledón
Luego de su salida del Olimpia inesperada a mitad de temporada, firma como nuevo refuerzo el 6 de diciembre de 2023 para el Municipal Pérez Zeledón de la Primera División de Costa Rica.

### Municipal Limeño
Tras su paso por el fútbol costarricense con el Pérez Zeledón, donde fue capitán del equipo, el “Patón” fue pretendido por varios equipos de su natal honduras, entre ellos destacaron el Motagua y Olancho, pero el 7 de junio de 2024, fue presentado por el Municipal Limeño de la Primera División de El Salvador.

## Clubes
| Club             | País        | Año         |
| ---------------- | ----------- | ----------- |
| Olimpia          | Honduras    | 2014 - 2023 |
| Pérez Zeledón    | Costa Rica  | 2023 - 2024 |
| Municipal Limeño | El Salvador | 2024 - 2025 |
| Real España      | Honduras    | 2025 - Act. |

## Estadísticas
| Club             | Temporada     | Liga  | Liga  | Copa Nacional | Copa Nacional | Copa Internacional | Copa Internacional | Total | Total |
| Club             | Temporada     | Part. | Goles | Part.         | Goles         | Part.              | Goles              | Part. | Goles |
| ---------------- | ------------- | ----- | ----- | ------------- | ------------- | ------------------ | ------------------ | ----- | ----- |
| Olimpia Honduras |               |       |       |               |               |                    |                    |       |       |
| 2014/15          | 25            | 1     | -     | -             | 3             | 0                  | 27                 | 1     |       |
| 2015/16          | 23            | 0     | -     | -             | 2             | 0                  | 25                 | 0     |       |
| 2016/17          | 18            | 0     | -     | -             | 1             | 0                  | 19                 | 0     |       |
| 2017/18          | 38            | 0     | -     | -             | 5             | 0                  | 43                 | 0     |       |
| 2018/19          | 32            | 1     | -     | -             | -             | -                  | 35                 | 1     |       |
| 2019/20          | 25            | 1     | -     | -             | 8             | 0                  | 33                 | 1     |       |
| 2020/21          | 9             | 0     | -     | -             | 1             | 0                  | 10                 | 0     |       |
| Total            | 170           | 3     | 0     | 0             | 20            | 0                  | 190                | 3     |       |
| Total carrera    | Total carrera | 170   | 3     | 0             | 0             | 20                 | 0                  | 190   | 3     |

Fuente

## Palmarés

### Campeonatos nacionales
| Título           | Club    | País     | Año  |
| ---------------- | ------- | -------- | ---- |
| Torneo Clausura  | Olimpia | Honduras | 2014 |
| Copa de Honduras | Olimpia | Honduras | 2015 |
| Torneo Clausura  | Olimpia | Honduras | 2015 |
| Torneo Clausura  | Olimpia | Honduras | 2016 |
| Torneo Apertura  | Olimpia | Honduras | 2019 |
| Torneo Apertura  | Olimpia | Honduras | 2020 |
| Torneo Clausura  | Olimpia | Honduras | 2021 |

### Campeonatos internacionales
| Título        | Club    | Lugar    | Año  |
| ------------- | ------- | -------- | ---- |
| Liga Concacaf | Olimpia | San José | 2017 |
| Liga Concacaf | Olimpia | Alajuela | 2022 |